# Economía altruista
La economía altruista es una rama de la economía expuesta por Robin Upton en el año 2004 en una presentación ante el Foro Social Europeo autónomo en la Escuela de Economía de Londres.

## Descripción
La Economía Altruista extiende el modelo neoclásico al incorporar una formulación matemática del altruismo, superando la concepción del egoísta homo economicus. Al igual que la economía neoclásica, asume que el ser humano busca maximizar su bienestar, pero rechaza la idea de que este sea independiente del de los demás y de que todos los individuos sean idénticos.
El modelo permite representar relaciones interpersonales diferenciadas, de modo que cada persona pueda especificar cómo se siente respecto de cualquier otra. La compasión hacia alguien se define como la disposición a renunciar a un beneficio propio para que esa persona lo reciba. Este enfoque posibilita que los individuos declaren explícitamente su compasión por sus amigos, haciendo visible esa información para terceros.
Otra característica esencial es que las transacciones pueden ser evaluadas de forma independiente por cada parte involucrada. Al eliminar la restricción de que la interacción humana deba regirse por un esquema de suma cero, se evita el proceso competitivo e ineficiente de la negociación de precios.
Aunque la economía altruista está en desarrollo, aún no existe un sistema funcional debido a la dificultad de implementar una infraestructura de computación de amigo a amigo con servidores personales capaces de realizar los cálculos requeridos. Queda por comprobar si el efecto agregado de individuos maximizando su bienestar y el de sus allegados puede generar un incremento real en la percepción de bienestar, en línea con objetivos como la Felicidad Nacional Bruta de Bután. De confirmarse, podría constituir una base sólida para una economía de regalos en Internet.